# Бејвју (округ Хамболт, Калифорнија)
Бејвју (енгл. Bayview, Humboldt County) насељено је место без административног статуса у америчкој савезној држави Калифорнија.

## Демографија
По попису из 2010. године број становника је 2.510, што је 151 (6,4%) становника више него 2000. године.
| Група             | 2000.         | 2010.         |
| Белци             | 1.898 (80,5%) | 1.785 (71,1%) |
| Афроамериканци    | 14 (0,6%)     | 28 (1,1%)     |
| Азијати           | 51 (2,2%)     | 88 (3,5%)     |
| Хиспаноамериканци | 186 (7,9%)    | 425 (16,9%)   |
| Укупно            | 2.359         | 2.510         |